# 嚴鎡
嚴鎡（1530年—？），字應時，號玉山，光祿寺廚籍，順天府豐潤縣人，明朝政治人物。

## 生平
嘉靖二十八年（1549年）己酉科順天府鄉試第一百二十四名舉人。嘉靖四十一年（1562年）中式壬戌科會試第二百九十一名，三甲第二十六名進士。授山西临汾县知县。官至嘉兴府知府。

## 家族
曾祖嚴文；祖父嚴瑾；父嚴雄，母周氏。慈侍下。兄嚴鏸。弟嚴鎮、嚴銘。